# Dan Gilroy
Daniel Christopher "Dan" Gilroy (sinh ngày 24 tháng 6 năm 1959) là một nhà biên kịch và đạo diễn phim người Mỹ. Ông được đề cử giải Oscar, ông có những bộ phim đồng tác giả như Real Steel (2011) và The Bourne Legacy (2012), nhưng nổi tiếng nhất là viết và đạo diễn phim Nightcrawler, vào vai Jake Gyllenhaal.

## Thời trẻ
Gilroy sinh ra tại Santa Monica, California, con của nhà viết kịch đoạt giải Pulitzer Frank D. Gilroy, nhà điêu khắc và nhà văn Ruth Dorothy (Gaydos). Anh trai của ông, Tony Gilroy, là một nhà biên kịch và đạo diễn; Và anh trai sinh đôi John Gilroy, là một biên tập viên điện ảnh.
Gilroy lớn lên tại Washingtonville, New York, và tốt nghiệp từ trường trung học Washingtonville. Ông tốt nghiệp trường Đại học Dartmouth vào năm 1981.

## Sự nghiệp
Gilroy đã viết kịch bản cho bộ phim Two for the Money của năm 2005, với sự tham gia của vợ của Al Pacino và Rene Russo của Gilroy. Tín dụng sớm nhất của ông là đồng tác giả của bộ phim khoa học viễn tưởng ly kỳ Freejack (1992), tiếp theo là đồng tác giả bộ phim hài Chasers do Dennis Hopper đạo diễn.
Gilroy cũng là một trong nhiều nhà văn đóng góp cho bộ phim Superman Lives chưa hoàn thiện và sau đó xuất hiện trong bộ phim tài liệu The Death of "Superman Lives": What Happened?.
Ông xuất hiện trong bộ phim đầu tay với bộ phim kinh dị Nightcrawler năm 2014. Gilroy cũng đã viết kịch bản, và ông được đề cử giải Oscar cho kịch bản gốc xuất sắc nhất.
Gilroy đã chuẩn bị để viết cuộc phiêu lưu truyện tranh sắp tới The Annihilator..
Người ta đã tiết lộ rằng dự án sắp tới của ông có tiêu đề Inner City, một bộ phim truyền hình hợp pháp trong bản án của Paul Newman. Gilroy hiện đang quan hệ với Denzel Washington để đóng vai chính.

## Danh sách phim
| Năm  | Phim               | Vai trò            | Ghi chú |
| ---- | ------------------ | ------------------ | --- |
| 1992 | Freejack           | Co-writer          | với Steven Pressfield và Ronald Shusett |
| 1994 | Chasers            | Co-writer          | with Joe Batteer và John Rice |
| 2005 | Two for the Money  | Viết kịch bản      | |
| 2006 | The Fall           | Co-writer          | với Tarsem Singh và Nico Soultanakis |
| 2011 | Real Steel         | Story Co-writer    | với Jeremy Leven |
| 2012 | The Bourne Legacy  | Đồng viết kịch bản | với Tony Gilroy |
| 2014 | Nightcrawler       | Director/Writer    | Austin Film Critics Association Award for Best Original Screenplay Austin Film Critics Association Award for Best First Film Boston Society of Film Critics Award for Best New Filmmaker Independent Spirit Award for Best Screenplay New York Film Critics Online Award for Best Debut Director Phoenix Film Critics Society Award for Breakthrough Performance Behind the Camera San Diego Film Critics Society Award for Best Director San Diego Film Critics Society Award for Best Original Screenplay Satellite Award for Best Original Screenplay Đề cử - Academy Award for Best Original Screenplay Đề cử - BAFTA Award for Best Original Screenplay Đề cử - Chicago Film Critics Award for Most Promising Filmmaker Đề cử - Critics' Choice Movie Award for Best Original Screenplay Đề cử - Gotham Independent Film Award for Breakthrough Director Đề cử - Houston Film Critics Society Award for Best Original Screenplay Đề cử - London Film Critics Circle Award for Screenwriter of the Year Đề cử - St. Louis Gateway Film Critics Association Award for Best Original Screenplay Runner-up - Toronto Film Critics Association Award for Best First Feature Về nhì - Utah Film Critics Association Award for Best Original Screenplay Đề cử - Writers Guild of America Award for Best Original Screenplay |
| 2017 | Kong: Skull Island | Đồng viết kịch bản | |